# Лонгарина
Лонгари́на — поздовжній елемент рами кріплення, зокрема тимчасового дерев'яного кріплення гірничої виробки при будівництві шахт, тунелів та метрополітенів та інших підземних споруд. У наземному будівництві еквівалентний елемент називають прогоном.
Є товстою колодою, що вкладається на штендери, яку підтримують стійки. Лонгарини та стійки розкріпляють розпірками (рошпанами). Вся ця система складає унтерцуг.